# Agapanthia amitina
Agapanthia amitina (лат.) — вид жесткокрылых из семейства усачей.

## Распространение
Распространён в Иране.

## Описание
Жук длиной от 7 до 11 мм. Время лёта с мая по июнь.

## Развитие
Жизненный цикл вида длится год.